# Eupithecia schmidii
Eupithecia schmidii là một loài bướm đêm trong họ Geometridae.